# Chelonarium biroi
Chelonarium biroi is een keversoort uit de familie Chelonariidae. De wetenschappelijke naam van de soort is voor het eerst geldig gepubliceerd in 1956 door Pic.